# Зоран Мише
Зоран Мише (на македонска литературна норма: Зоран Мише) е македонски художник-график. Живее и работи в София.

## Биография
Роден е на 8 август 1984 г. в град Охрид, тогава във Федерална Югославия. Възпитаник е на Националната художествена академия – София, където през 2006 година завършва
бакалавърска степен в специалност „Графика“ при доц. Димо Колибаров, а през 2012 година – магистратура в класа на доц. Йохан Йотов. Членува в Съюза на българските художници, секция „Графика и илюстрация“..
Създател и част от графично студио PRINT NEST заедно с художниците Горан Тричковски, Васил Ангелов и Павел Целкоски.
Мише има множество участия в общи художествени изложби, биеналета и триеналета на графиката в България и чужбина (Австрия, Турция, Румъния, Швейцария, Италия, Китай, Испания, Македония, Сърбия, САЩ, Чехия и Япония).
Носител е на множество награди, измежду които:
- 2009 – Награда за млад автор от „Графичен мини-принт“ 09 на Галерия „Сезони“ – София, България
- 2010 – Награда за млад автор от шестото „Международно триенале на графичните изкуства“ – София, България
- 2015 – Специална награда на куратора на II Международна изложба за печат „Търсенето на изгубения рай“ – Гранада, Испания
- 2015 – Трета награда (Bronze Needle) от „Международно биенале на суха игла“ – Ужице, Сърбия
- 2016 – Специална награда на кмета на град Монтана от „Конкурс за графика, живопис и скулптура“ – Монтана, България
- 2017 – Финалист на 13-о международно биенале на графиката PREMIO ACQUI 2017 Акуи Терм, Италия
- 2017 – Награда за млад автор от „Национална графична изложба – Георги Герасимов” – Пазарджик, България
- 2017 – Второ място от Национален конкурс за класически графични техники – София, България
- 2018 – Награда на името на Тодор Атанасов в конкурса „Приятели на морето“ - Бургас, България[4]